# Yonny Hernández
Pour les articles homonymes, voir Hernández.
Yonny Hernández, né le 25 juillet 1988 à Medellin, est un pilote de vitesse moto colombien. 

## Résultats

### Par saison
(Mise à jour après le   Grand Prix moto d'Allemagne 2015)
| Saison | Catégorie | Moto      | Course | Victoire | Podium | Pôle | Record du tour | Points | Classement final |
| ------ | --------- | --------- | ------ | -------- | ------ | ---- | -------------- | ------ | ---------------- |
| 2010   | Moto2     | BQR-Moto2 | 17     | 0        | 0      | 0    | 0              | 32     | 21e              |
| 2011   | Moto2     | FTR       | 14     | 0        | 0      | 0    | 1              | 43     | 19e              |
| 2012   | MotoGP    | BQR-FTR   | 15     | 0        | 0      | 0    | 0              | 28     | 17e              |
| 2012   | MotoGP    | BQR       | 15     | 0        | 0      | 0    | 0              | 28     | 17e              |
| 2013   | MotoGP    | ART       | 18     | 0        | 0      | 0    | 0              | 21     | 18e              |
| 2013   | MotoGP    | Ducati    | 18     | 0        | 0      | 0    | 0              | 21     | 18e              |
| 2014   | MotoGP    | Ducati    | 18     | 0        | 0      | 0    | 0              | 53     | 15e              |
| 2015   | MotoGP    | Ducati    | 18     | 0        | 0      | 0    | 0              | 56     | 14e              |
| 2016   | MotoGP    | Ducati    | 18     | 0        | 0      | 0    | 0              | 20     | 22e              |
| 2017   | Moto2     | Kalex     | 9      | 0        | 0      | 0    | 0              | 16     | 24e              |
| 2020   | MotoE     | Energica  | 7      | 0        | 0      | 0    | 0              | 47     | 10e              |
| Total  |           |           | 134    | 0        | 0      | 0    | 1              | 316    |                  |

- * Saison en cours.

### Courses par année
(Les courses en italiques indique le record du tour)
| Année | Catégorie | Moto      | 1       | 2       | 3       | 4      | 5       | 6      | 7       | 8       | 9       | 10      | 11     | 12      | 13      | 14     | 15      | 16      | 17     | 18  | classement final | Points |
| ----- | --------- | --------- | ------- | ------- | ------- | ------ | ------- | ------ | ------- | ------- | ------- | ------- | ------ | ------- | ------- | ------ | ------- | ------- | ------ | --- | ---------------- | ------ |
| 2010  | Moto2     | BQR-Moto2 | QAT Ret | SPA 10  | FRA 12  | ITA 20 | GBR Ret | NED 15 | CAT 12  | GER 10  | CZE 23  | IND 15  | RSM 11 | ARA Ret | JPN Ret | MAL 13 | AUS 19  | POR 18  | VAL 14 |     | 21e              | 32     |
| 2011  | Moto2     | FTR       | QAT 12  | SPA 14  | POR 18  | FRA 20 | CAT 9   | GBR 9  | NED 13  | ITA Ret | GER 6   | CZE Ret | IND    | RSM     | ARA DNS | JPN 23 | AUS 24  | MAL DSQ | VAL 6  |     | 19e              | 43     |
| 2012  | MotoGP    | BQR-FTR   | QAT 14  |         |         |        |         |        |         |         |         |         |        |         |         |        |         |         |        |     | 17e              | 28     |
| 2012  | MotoGP    | BQR       |         | SPA Ret | POR Ret | FRA 15 | CAT 18  | GBR 15 | NED Ret | GER 14  | ITA Ret | USA 12  | IND 9  | CZE 12  | RSM 12  | ARA 13 | JPN Ret | MAL DNS | AUS    | VAL | 17e              | 28     |